# PIWI-Proteine

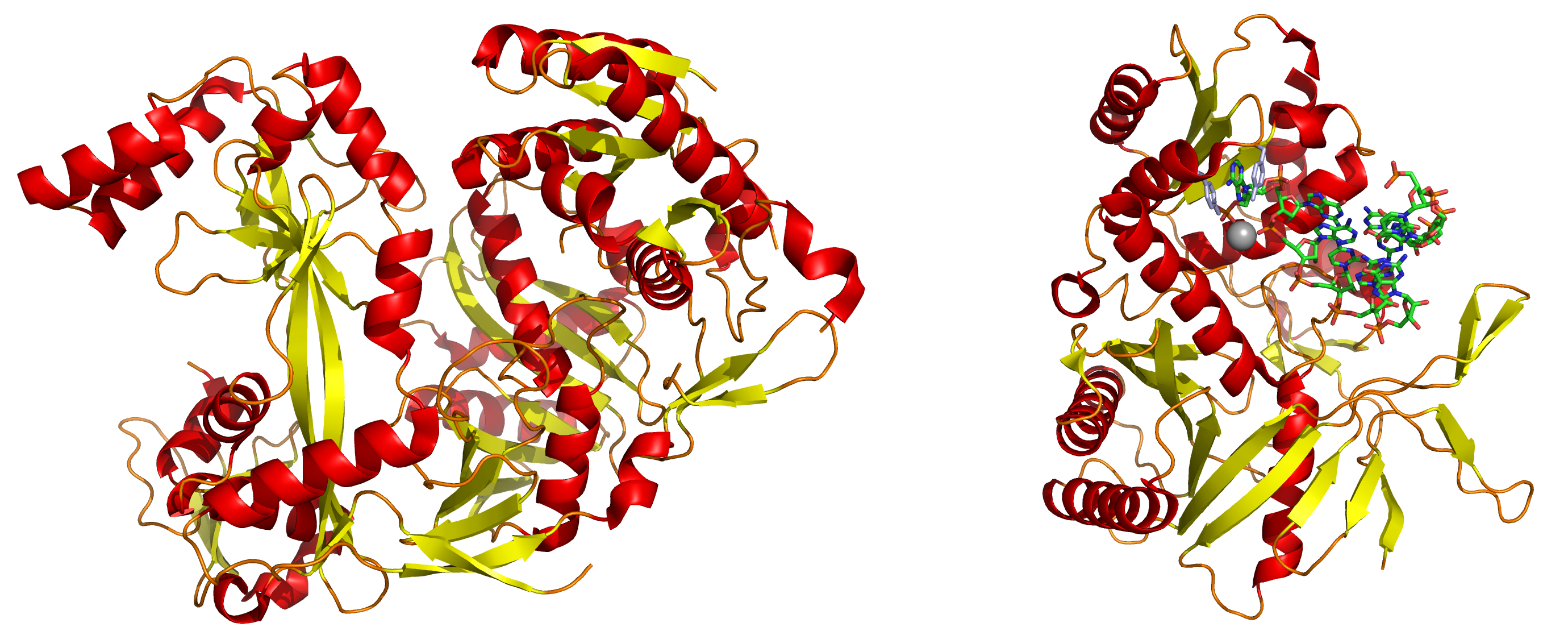
Links: Ein vollständiges Argonautenprotein aus der Archaea Species Pyrococcus furiosus. Rechts: Die PIWI-Domäne eines Argonautenproteins zusammen mit einer dsRNA. Die RNA-Protein-Interaktion zwischen dem 5'Ende der dsRNA und dem Tyrosin-Rest ist hellblau hervorgehoben. Das Magnesium-Ion ist als graue Kugel dargestellt.

Die Gruppe der piwi-Gene codiert für eine Klasse von Proteinen, die mit piRNAs interagieren und mit deren Hilfe an der Genregulation von Eukaryoten beteiligt sind. Der Name piwi (manchmal auch PIWI) steht für P-element induced wimpy testis.

## Funktion
Um die Expression von Genen zu stoppen (Gen-Silencing) gibt es einen weit verbreiteten genetischen Mechanismus (RNA-Interferenz), der darin besteht, kurze RNA-Fragmente, die die entsprechende mRNA erkennen können, an Proteine (RNasen oder Endonukleasen) zu binden, die diese mRNA abbauen. Die speziellen Endonukleasen müssen dazu mit sog. Argonautenproteinen interagieren. Eine Untergruppe dieser Argonautenproteine sind die Piwi-Proteine, die durch ein bestimmtes Sequenzmotiv, die Piwi-Domäne, charakterisiert sind. Die Besonderheit der Piwi-Proteine besteht darin, dass sie nur in Keimzellen exprimiert werden und daher für deren Entwicklung unabdingbar sind. Bei Drosophila führen Mutationen im Gen für das Piwi-Protein zur Sterilität und dem Verlust von Keimzellen in beiden Geschlechtern. Piwi-Proteine binden zur Unterbrechung der Proteinproduktion ihrer Zielgene an einer speziellen Gruppe von kleinen RNA-Fragmenten, den piRNAs. Durch die Untersuchung und Charakterisierung der pi-RNAs konnten bislang verschiedene Piwi-Proteine nachgewiesen werden.

## Forschungsgeschichte

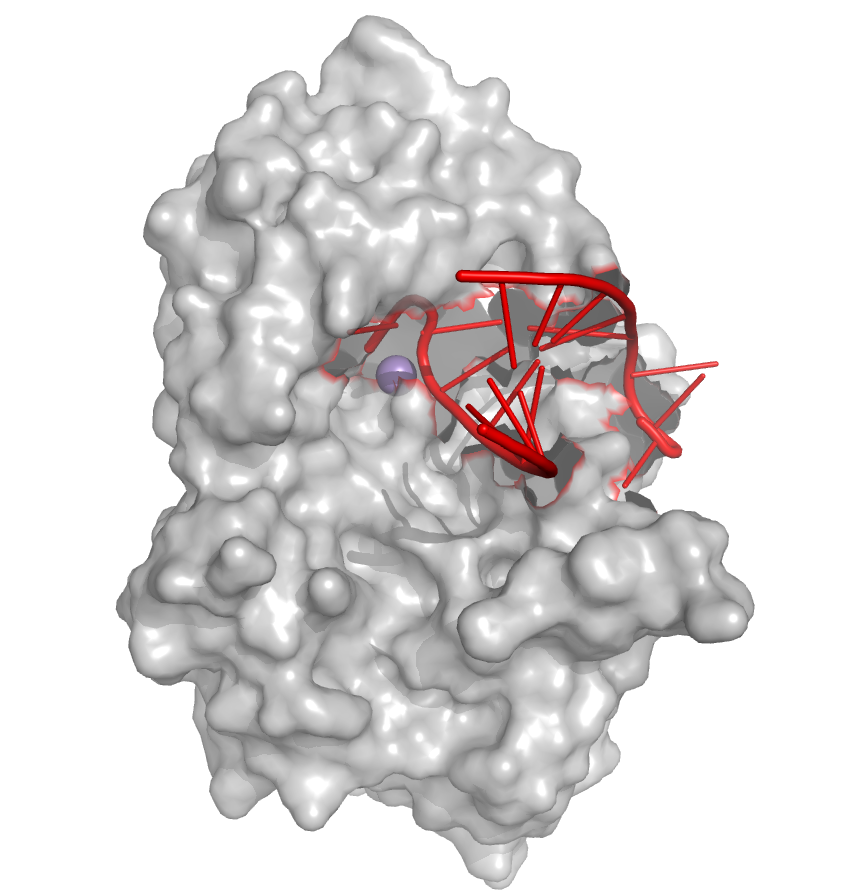
Bindungsdomäne eines PIWI-Proteins (grau) in Komplex mit siRNA (rot)

Die Piwi-Gene wurden zuerst bei der Fruchtfliege Drosophila beschrieben. Bei den Piwis handelt sich um Mitglieder einer Gruppe von Genen, die bei Untersuchungen von Stammzellen entdeckt wurden und für die Regulation der Teilungsrate von Keimzellen verantwortlich sind. Die Piwi-Proteine sind evolutionär hoch konserviert und kommen bei Pflanzen und Tieren vor. Beim Menschen gibt es ein Homolog, dessen Fehlregulation an der Entstehung von Seminomen beteiligt ist und Hiwi genannt wird. Das Maus-Homolog heißt demnach Miwi.

## Rolle bei der RNA-Interferenz
Bei der sog. Piwi-Domäne handelt es sich um eine Proteindomäne mit einer Sequenzhomologie zum Piwi-Protein, die bei einer großen Anzahl von nukleinsäurebindenden Proteinen vorkommt, insbesondere solchen, die RNA verdauen. Die am besten untersuchte Gruppe dieser Proteine sind die Argonautenproteine. Die Argonauten sind RNase-H-ähnliche Enzyme, die den RNA-Abbau im RISC-Komplex besorgen. Bei der RNA-Interferenz binden die Argonauten im RISC-Komplex an kleine RNA-Moleküle, die siRNA, die von dsRNA oder miRNA abstammt. Dieses RNA-Protein-Gebilde ist nun in der Lage gezielt an bestimmte mRNAs zu binden, diese abzubauen und so die Expression der entsprechenden Gene zu stoppen. Aus Röntgenstrukturanalysen von kristallisierten Piwi-Domänen weiß man, dass diese eine basische Bindungsstelle für das 5'-Ende der an sie gebundenen kurzen RNA-Moleküle haben. Im Falle der Argonauten erfolgt diese Bindung mithilfe eines Tyrosin-Restes.

## piRNAs und Transposon-silencing
Es wird angenommen, dass Piwi-Proteine ihre Fähigkeit, die Keimzell-Induktion herbeizuführen der Interaktion mit miRNAs verdanken, die für ihre Schlüsselrolle in der Embryonalentwicklung von Drosophila bekannt sind. Dabei wurde eine Gruppe von kurzen RNAs entdeckt, die etwas länger als miRNAs sind und wegen ihrer Interaktion mit den Piwi-Proteinen "Piwi-interacting RNAs" pi-RNAs genannt werden. Ihre Größe schwankt zwischen 26 und 31 Nukleotiden. Diese piRNAs werden ausschließlich in den spermatogenetischen Zellen der Hoden hergestellt. piRNAs wurden bei Mäusen, Ratten und Menschen gefunden. Die ihnen zugehörigen Gene zeigen eine ungewöhnliche "geclusterte" genomische Organisation. die vermutlich von repetitiven Genomabschnitten herstammt. Solche repetitiven DNA-Sequenzen stammen meist von im Heterochromatin befindlichen Retrotransposonen, die wiederum ihren Ursprung im Antisense-Strang von dsRNA haben. Aufgrund dieses Sachverhaltes werden piRNAs auch zur Gruppe der repeat-associated small interfering RNAs, den rasiRNAs gezählt. Obwohl ihre biologische Funktion bislang noch nicht vollständig verstanden ist, vermutet man daher, dass piRNAs und Piwi-Proteine ein molekulares System bilden, das die Expression von sog. egoistischen Genen wie Retrotransposonen kontrollieren und somit deren störenden Einfluss auf die Keimzellreifung verhindern.